# Alemães dos Sudetos

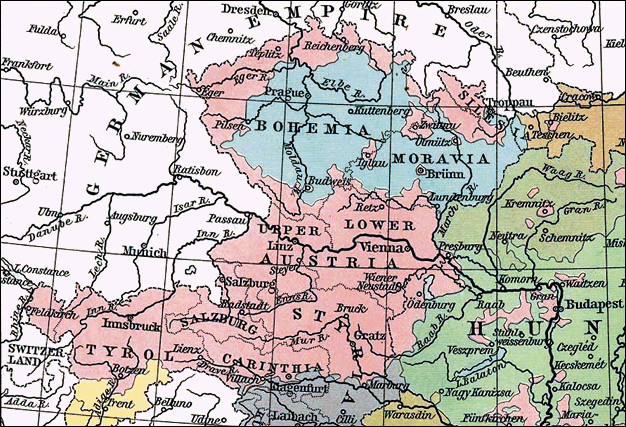
Mapa parcial do Império Austro-Húngaro em 1911 que mostra a divisão das nacionalidades e a presença majoritária dos alemães (em rosa) ao redor da Boêmia

Os alemães dos Sudetos eram as populações de etnia alemã e germanófonas que habitavam a Boêmia e a Morávia (respectivamente, Čechy e Morava, em checo), perfazendo algo em torno de 3,2 milhões de cidadãos, os quais representavam, no início do século XX, aproximadamente 36% da população total da Boémia.
Seu nome deriva da cadeia montanhosa dos Sudetos.

## História

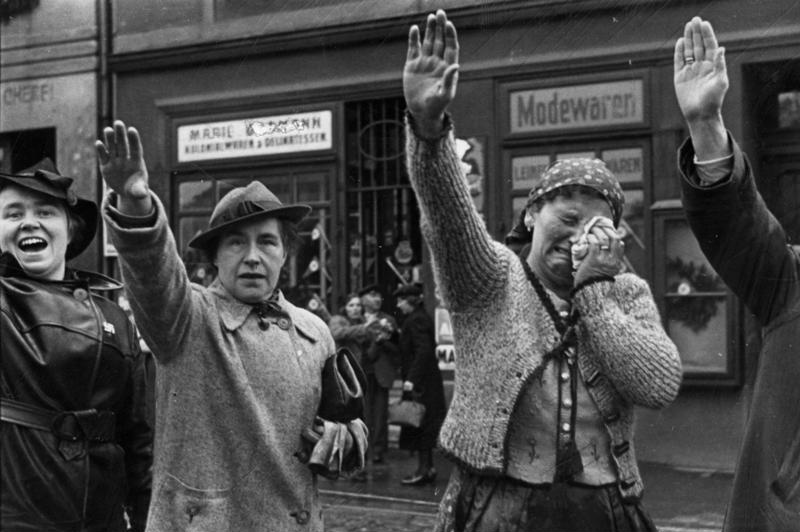
Alemães dos Sudetos saudando as tropas alemãs com a saudação nazista depois que cruzaram a fronteira para a Checoslováquia em 1938 durante a Anschluss

Já antes da formação da Checoslováquia, as populações germânicas dos Sudetos invocavam o direito à autodeterminação, pleiteando a sua reunião aos demais povos germânicos da Áustria e da Alemanha sob um só Estado. Essa aspiração levou à formação do Partido Alemão dos Sudetas, em 1933.
Esse partido, que contava com o apoio de Hitler, tinha inicialmente um programa autonomista. Com o passar do tempo, porém, passou a defender a anexação ao Reich, no que contou com o apoio dos nazis. De outro lado, os partidários da anexação actuaram como quinta coluna alemã, quando da invasão das tropas de Hitler. Porém, é importante ressaltar que nem todos nos Sudetos apoiavam o governo nazista, havendo inclusive social-democratas que foram obrigados a emigrar para Londres.
Apesar das concessões feitas pelo governo de Praga, Hitler deu um ultimato à Checoslováquia no dia 26 de setembro de 1938, tendo imposto suas pretensões na conferência europeia que resultou no Acordo de Munique, nos dias 29 e 30 de setembro. O plebiscito previsto no acordo foi atropelado pela ocupação alemã, que ocorreu já no dia seguinte, 1.º de outubro, retirando uma área de cerca de 30.000 km² da Checoslováquia, sem que o Reino Unido e a França reagissem de modo efetivo.

### Após a Segunda Guerra
Com o fim da Segunda Guerra Mundial, em 1945, a Checoslováquia recuperou o território dos Sudetos, de onde as populações germânicas foram expulsas em massa, em cumprimento aos "decretos Beneš" (do nome do presidente que os assinou, Edvard Beneš). Esse deslocamento compulsório provoca, até hoje, tensões diplomáticas entre a Alemanha e a República Checa.

## Demografia

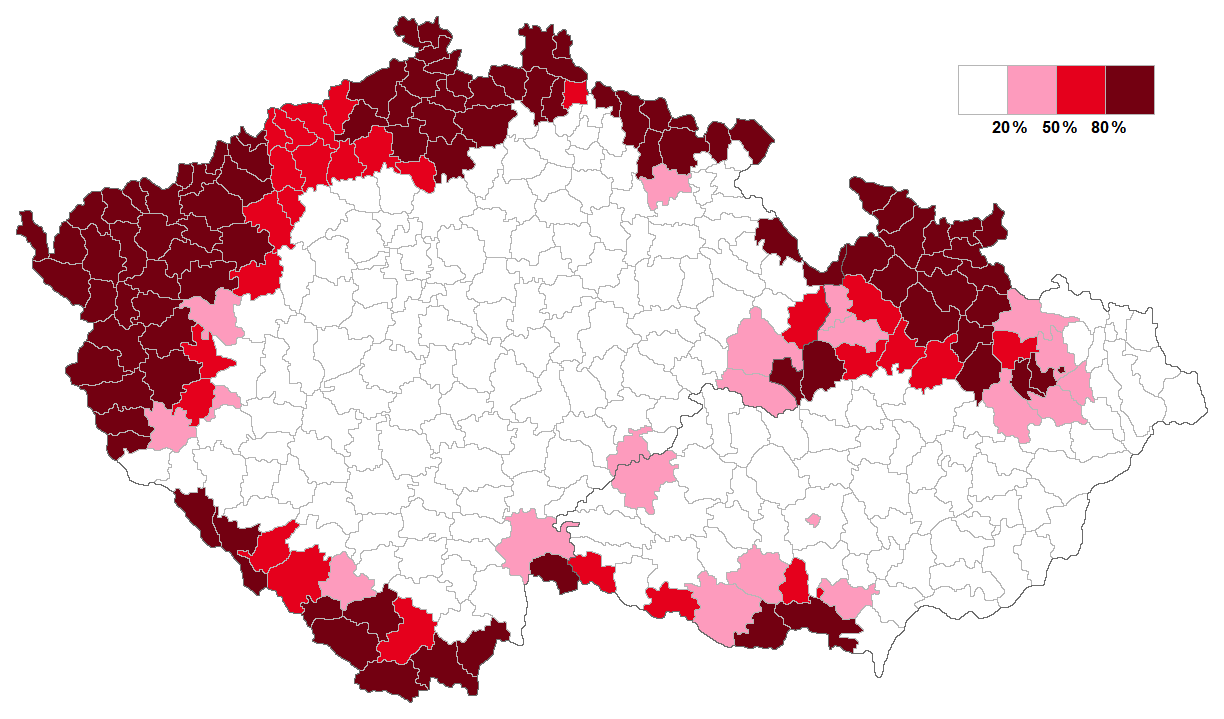

Distritos checos de acordo com a distribuição da população de etnia alemã em 1930: